# Hauenschildův palác
Hauenschildův palác je pozdně renesanční měšťanský dům na Dolním náměstí č. 38 v Olomouci, chráněná kulturní památka České republiky.  Dominantou paláce je dvoupatrový nárožní arkýř, dekorovaný detailně vypracovanými figurálními reliéfy.

## Historie
Nejstarší zmínka o domě je z roku 1569, kdy Martin a Anna Matušovi koupili původní gotický dům se zařízením vinárny od Jana Weise, a v roce 1574 jej koupil Jaroslav Liber ze Štralenberka. Od roku 1586 náležel dům Šebestiánu Hauenschildovi z Fürstenfeldu (†1589), pak jeho vdově a synu, roku 1597 synu Matyášovi a od roku 1598 jeho bratranci Šimonovi. K renesanční přestavbě na dvoupatrový palác došlo v 90. letech 16. století za Hauenschildů. Z  gotického domu zůstala zachována   jen část  sklepů.
V domě byl hostinec, který poskytoval i ubytování. Pobývala  zde řada známých osobností. V roce 1619 to bylo turecké poselstvo, během  třicetileté války slavný vojevůdce generál Jean-Louis Raduit de Souches, po dobytí města v roce 1642 zde dočasně bydlel pruský král Fridrich II.  nebo nejvyšší purkrabí českého království a vlastenec hrabě Nostic.   Po skončení třicetileté války tu dočasně pobývala komunita kapucínů, než si vybudovali opodál nový klášterní areál. V polovině 18. století zase dům krátce sloužil jako kasárna a hlavní strážnice. 
Mezi lety 1733–1744, kdy byl majitelem Anton Müller, byla fasáda domu barokně upravena.  V letech 1744–1768 se v domě hrávalo divadlo, ve dvoře pro něj byl vybudován zvláštní sál. Dům nesl název U černého orla podle císařského znaku, který visel nad portálem ještě v roce 1862.
Při své cestě na Moravu zde byla ubytována ve dnech 26. - 28. října 1767 rodina Mozartova. Poté, co jedenáctiletý Wolfgang Mozart onemocněl neštovicemi, přestěhovala se rodina na pozvání kapitulního děkana Podstatského do budovy kapitulního děkanství. Jeho pobyt připomíná pamětní deska na nároží domu.
V roce 1883 bylo půdní patro adaptováno k bydlení a rozšířeny ubytovací služby. Pod názvem Hotel Pietsch byl dům znám do roku 1921, kdy se změnil na Hotel Tatra, který fungoval ještě krátce po druhé světové válce. Od  poloviny 20. století je využíván pro kanceláře, v přízemních prostorách směrem do Lafayettovy ulice je provozována Hanácká restaurace. 

## Popis
Hauenschildův palác má dvoukřídlovou dispozici s třemi patry. Budova je postavená na rohu Dolního náměstí a ulice Lafayettovy, tou se táhne dlouhé uliční křídlo se sedmi okenními osami. Průčelí do náměstí má čtyři okenní osy, z nichž  dvě jsou zdvojené. Své dvorní křídlo má při hranici sousedního domu. Celý dům má půdorys lichoběžníku.  Přízemí je zdobeno vodorovnou štukovou bosáží s podestou obloženou pískovcovými deskami. Okna jsou rámována profilovaným pískovcovým obložením, nadokenní římsy jsou neseny suprafenestrami  s ornamentálními prvky a zdobeny reliéfním vlysem s květinovými, ovocnými motivy, maskarony a bájnými obludami.  Okna třetího patra jsou rámována pouze jednoduše profilovanou geometrickou štukou.  

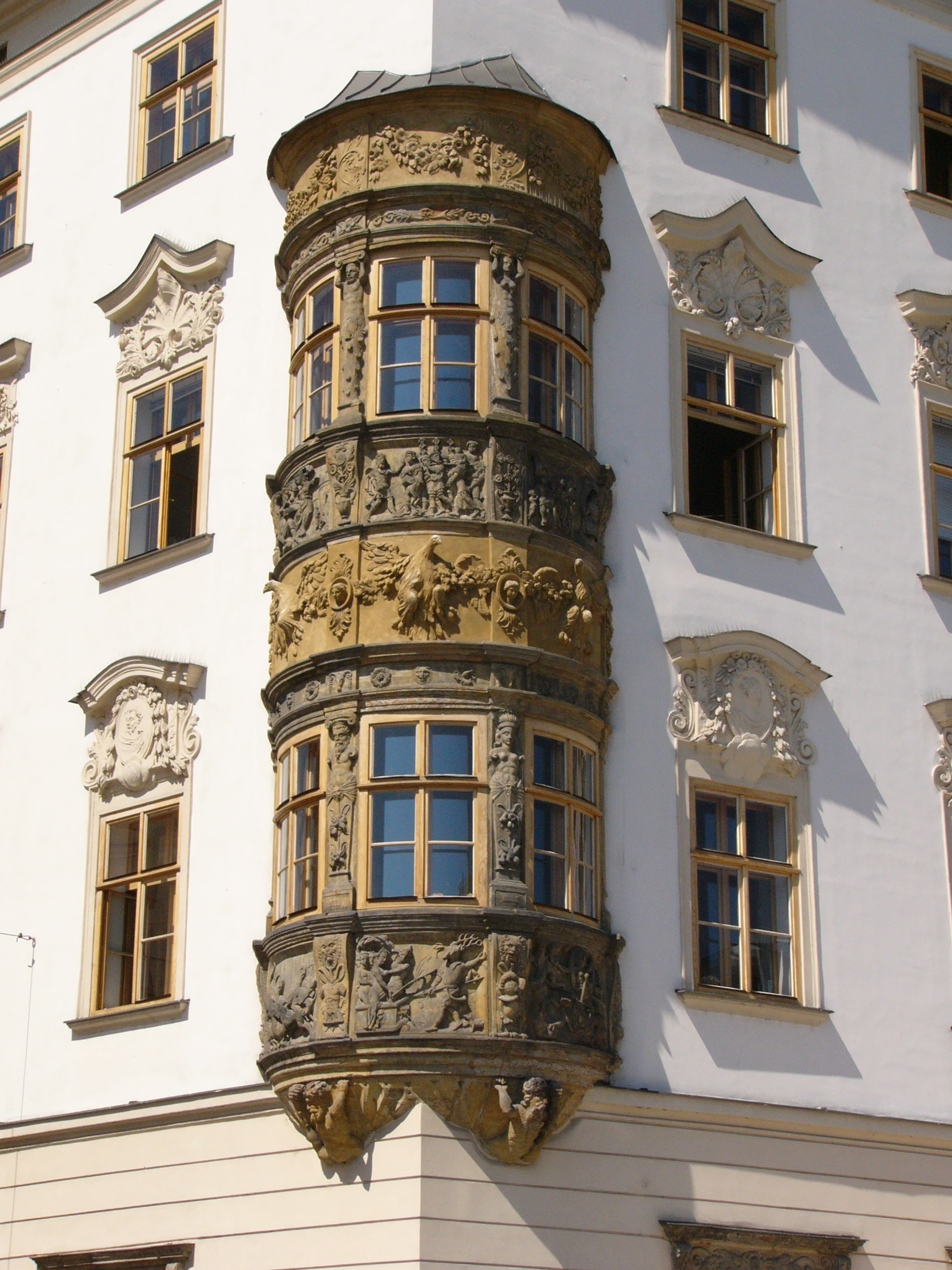
Nárožní arkýř

Hlavní vjezdový portál je umístěn v průčelí směrem na Dolní náměstí, za ním velký dvoulodní mázhaus s křížovou klenbou na toskánských sloupech. V prodloužené lodi mázhausu je schodiště, ke kterému přiléhá dvorní křídlo. Pozdně renesanční pískovcový portál má po stranách sloupy, které nesou  jednoduchou zalomenou římsu s bohatě zdobenou štukou, tvořenou akantovými listy s maskarony. V rozích jsou v kruhových věncích umístěny znaky stavebníků paláce: Hauenschildů (vlevo) a Jöpnerů z Bílovce (vpravo).  Na římse po stranách jsou postaveny sochy štítonošů v antické zbroji se znaky Čech a Moravy. 

### Arkýř
Renesanční válcový arkýř s mytologickými výjevy umístěný na nároží budovy probíhá v 1. a 2. patře. Arkýř nese reliéfní výzdobu ve dvou pásech, která ilustruje v šesti polích výjevy z Ovidiových Proměn (Aktaión a Diana; Pentheus a Bakchus; Prokné a Filoméla; Pýramos a Thisbé).  Vertikální prostor mezi okny je vyplněn mužskými a ženskými postavami. Nadokenní pásy jsou zdobeny reliéfy orlic, dívčích hlaviček a girlandami. Dolní část arkýře tvoří dvě polopostavy faunů, zasahující do bosážové části fasády. 